# SS-N-19 Shipwreck
SS-N-19 Shipwreck ist der NATO-Code für einen seegestützten Seezielflugkörper aus sowjetischer Produktion. Die Systembezeichnung in den russischen Streitkräften lautet P-700 Granit, der GRAU-Index lautet 3M45. Die SS-N-19 ist der weltweit schwerste und größte Seezielflugkörper.

## Entwicklung
Die SS-N-19 wurde als Nachfolgesystem der SS-N-9 Siren entwickelt. Gegenüber der SS-N-9 sollte die neue Rakete über eine höhere Fluggeschwindigkeit, eine größere Reichweite sowie über eine verbesserte Überlebensfähigkeit verfügen. Wie schon das Vorgängermodell wurde auch die SS-N-19 zur Bekämpfung von strategischen Seezielen wie Flugzeugträgern, Kreuzern und amphibischen Angriffsschiffen konzipiert. Die Entwicklung beim OKB-52 Tschelomei (später NPO Maschinostrojenija) begann im Jahre 1969.
Nach einer ungewöhnlich langen Entwicklungszeit wurden die ersten Lenkwaffen ab 1983 auf dem nuklearen Schlachtkreuzer „Kirow“ (später umbenannt in „Admiral Uschakow“), einem Schiff der Kirow-Klasse installiert. Nach abschließenden Tests auf der Kirow wurden die folgenden Einheiten mit der SS-N-19 ausgerüstet:
- Schlachtkreuzer der Kirow-Klasse mit je 20 Lenkwaffen
- U-Boote der Oscar-II-Klasse mit je 24 Lenkwaffen
- Der einzige Flugzeugträger (schwerer Flugdeckkreuzer) der Admiral-Kusnezow-Klasse mit je 12 Lenkwaffen (Das Entfernen angekündigt, geplant oder durchgeführt?)

## Technik
Primär dient die SS-N-19 zur Bekämpfung von strategischen Schiffszielen. In einer sekundären Rolle können auch Landziele bekämpft werden. Die SS-N-19 kann von Schiffen und U-Booten aus gestartet werden. Die 3M45-Lenkwaffen können aus dem aufgetauchten oder aus dem getauchten U-Boot, einzeln oder in kurzer Serie gestartet werden. Sie sind in zylinderförmigen Startsilos untergebracht. Diese sind 80° zur Vertikalen geneigt unter dem Schiffsdeck installiert. In den U-Booten der Oscar-Klasse befinden sich die Startsilos zwischen der äußeren und inneren Hülle. Der Start erfolgt mittels eines Raketenboosters am Lenkwaffenheck. Nachdem die Lenkwaffe eine bestimmte Höhe erreicht hat, entfalten sich die Flügel und der Raketenbooster wird abgeworfen. Danach zündet das KR-93-Turbojet-Marschtriebwerk.
Der Granit-Raketenkomplex umfasst ein komplexes Feuerleitsystem zur Bekämpfung einer Trägergruppe oder eines Seekriegsverbandes. Das Feuerleitsystem wurde mit einem Softwarepaket ausgestattet, um eine Raketensalve von bis zu 24 Lenkwaffen gleichzeitig gegen einen Schiffsverband zu steuern und zu koordinieren. Um den Kampf zu eröffnen, müssen im Feuerleitsystem die ungefähren Positionen sowie die Kurse der Ziele erfasst werden. Diese werden mittels Sonar, Radar oder ELINT von der Startplattform aus ermittelt. Ebenso können die Zieldaten auch von Tu-95R-Bear-D- oder Ka-25-Hormone-B-Aufklärungsplattformen stammen. Zusätzlich können über das Legenda-Zielsystem Satellitendaten (z. B. von RORSAT) empfangen werden. Eine Anzahl Lenkwaffen wird auf das Primärziel (Flugzeugträger) programmiert, während die anderen Lenkwaffen der Salve auf andere Schiffe des Verbandes programmiert werden. Die Lenkwaffen werden in einem Zeitintervall von fünf Sekunden gestartet. Nach dem Start übernimmt eine vorbestimmte Lenkwaffe die Führung. Während die anderen Lenkwaffen im Tiefflug bleiben, steigt der Führungsflugkörper auf eine Höhe von 12.000–17.000 m, um seine Auffassreichweite zu erhöhen. Der Marschflug in das Zielgebiet erfolgt autonom mit Hilfe der Trägheitsnavigationsplattform, wobei die Lenkwaffen in einer vorprogrammierten Formation fliegen. Ein Radar-Höhenmesser sorgt für den nötigen Sicherheitsabstand zwischen den Lenkwaffen und der Meeresoberfläche. Aktualisierte Zieldaten können über einen Datenlink von der Startplattform zur Lenkwaffe gesendet werden. Während des Marschfluges ermittelt der Führungsflugkörper mit dem bordeigenen passiven Radarsuchkopf Zieldaten über die aktuelle Position der Ziele. Kommt die Lenkwaffensalve in das vorher errechnete Zielgebiet, aktiviert der Führungsflugkörper den bordeigenen aktiven Radarsuchkopf. Der Radarsuchkopf arbeitet in einem Frequenzbereich von 10–12 GHz (J-Band) und 27–40 GHz (K-Band). Letzteres wird für die Zielsuche im Zielanflug verwendet. Wurde das Ziel durch den Radarsuchkopf erfasst, wird der aktive Radarsuchkopf abgeschaltet und die Rakete mit Hilfe des passiven Radarsuchkopfes weiter zum Ziel geführt. Dieser orientiert sich an den elektromagnetischen Emissionen (Radar, Störsysteme), welche das Ziel aussendet. Verliert die Rakete das Ziel, wird der aktive Radarsuchkopf sofort wieder aktiviert. Die ermittelten Zieldaten werden über einen Datenlink an die restlichen Flugkörper der Salve sowie an die Startplattform gesendet. Die anderen Flugkörper behalten weiterhin ihren niedrigen Anflugvektor bei, um eine frühzeitige Entdeckung und Gegenmaßnahmen zu erschweren. Wird der Führungsflugkörper zerstört, kann einem anderen dessen Rolle zugewiesen werden. In der Endphase des Zielanflugs aktivieren alle Lenkwaffen den eigenen Radarsuchkopf und führen nach dem Zufallsprinzip abrupte Ausweichmanöver mit einer Querbeschleunigung von 18 g durch. Daneben wird das bordeigene aktive 3B47-elektronische Störsystem aktiviert, um die Raketenabwehrsysteme der Schiffe zu stören. Sobald das Primärziel einer Trägergruppe zerstört ist, greifen die übrigen Flugkörper der Salve die anderen Schiffe der Trägergruppe an. Zum Schutz vor Nahbereichsverteidigungssystemen (z. B. Phalanx CIWS) und Splittern von Flugabwehrraketen ist der Rumpf der SS-N-19 mit einer Titanpanzerung versehen. Die Rakete ist mit einem 750 kg schweren panzerbrechenden Splittergefechtskopf bestückt. Daneben kann die Rakete auch mit einem Nukleargefechtskopf mit einer Sprengleistung von 350 oder 500 kt bestückt werden. Weiter existiert ein Gefechtskopf mit Submunition.
Falls keine Zieldaten vorhanden sind, kann mit der SS-N-19 auch ein sogenannter lock-on after launch durchgeführt werden. In diesem Fall wird die SS-N-19 in ein Gebiet gestartet, ohne dass eine Zielposition bekannt ist. Im Zielgebiet angekommen sucht die Lenkwaffe mit dem aktiven und passiven Suchkopf nach Zielen. Die ermittelten Radardaten werden über den 2-Wege-Datenlink an die Startplattform gesendet. Werden Ziele entdeckt, können die Operateure ein Ziel auswählen und der Lenkwaffe den Angriffsbefehl erteilen. Mit dem Granit-Raketenkomplex können die Lenkwaffen auch auf verschiedene Flugbahnen und Kurse programmiert werden, so dass sie gleichzeitig aus verschiedenen Richtungen und in verschiedenen Flughöhen im Zielgebiet eintreffen. Folgende Flugprofile sind möglich:
- High-High: Marschflug mit Mach 2,5 in einer Höhe von 14–17 km, Sturzflug in einem Winkel von 80° auf das Ziel, Reichweite 550–700 km
- High-Low: Marschflug mit Mach 2,5 in einer Höhe von 14 km, Zielanflug im Tiefflug in einer Höhe von 25 m, Reichweite 450–525 km
- Low-Low: Tiefflug mit Mach 1,5, Reichweite 200–350 km

## Strategische Bedeutung
Die SS-N-19 wurde dafür konzipiert, ein großes Kriegsschiff mit einem einzelnen Treffer versenken oder zumindest operationsunfähig machen zu können. Mit der nuklearen Variante kann ein ganzer Flottenverband mit einem Schlag vernichtet werden. Bis zum Ende des Kalten Krieges war im Westen praktisch nichts über die SS-N-19 bekannt. Als westliche Nachrichtendienste mehr über die SS-N-19 erfuhren, sorgte sie dort für einige Aufregung. Weltweit existierte kein Raketenabwehrsystem, mit welchem die SS-N-19 effektiv hätte bekämpft werden können. Auch mit dem neuentwickelten Aegis-Kampfsystem der U.S. Navy schien eine Bekämpfung nur schwer realisierbar. Durch den extremen Tiefflug und die hohe Fluggeschwindigkeit bleiben dem angegriffenen Schiff nur rund 20 Sekunden Zeit, um Abwehrmaßnahmen zu ergreifen, wenn die Flugkörper vorher nicht durch ein externes Aufklärungssystem entdeckt wurden. Auch erschweren der passiv und aktiv arbeitende Suchkopf sowie die willkürlichen Kursänderungen im Zielanflug eine Bekämpfung. Ebenso kann der Nukleargefechtskopf in einer Entfernung von 1 bis 2 km vor dem Ziel gezündet werden, wodurch die Rakete nicht in den Wirkungsbereich der Nahbereichsverteidigungssysteme eindringt, aber die Kernwaffenexplosion trotzdem eine große Zerstörung anrichten kann.
Die SS-N-19 weist gegenüber konventionellen Seezielflugkörpern auch einige Nachteile auf. Durch ihre Größe können auf Schiffen nur eine begrenzte Anzahl Raketen untergebracht werden. Auch wurde mit der SS-N-19 ein sehr teures und komplexes System erschaffen. Daneben erzeugen die großen Lenkwaffen einen großen Radarquerschnitt und durch die hohe Fluggeschwindigkeit wird der Flugkörperrumpf (besonders die Lenkwaffenspitze und die Flügel) stark erhitzt. Diese beiden Faktoren begünstigen wiederum eine Lokalisierung und Bekämpfung.

## Varianten
- P-700 Granit: (3M45) Version für Überwasserschiffe
- P-700P Granit-P: (3M45P) Version für U-Boote
- Granit-2: (3M45-2) verbesserte Version, entwickelt zwischen 2001 und 2010; mit 3M45-2-Lenkwaffe mit neuem Suchkopf, verbessertem Triebwerk und neuer Elektronik, Marschgeschwindigkeit Mach 2,8, Reichweite bis 800 km[5]